# Kızık
Die Kızık waren eine der 24 oghusischen Stämme.
Mahmud al-Kāschgharī erwähnte sie nicht in seinem Werk Dīvān Lugāt at-Turk. Als Totemtier hatten sie einen Habichtsadler. Ihr Stammesname bedeutet im Alttürkischen der, der ernst im Verbot ist.